# Together Again (cântec de Janet Jackson)
„Together Again” este un cântec al interpretei americane Janet Jackson. Piesa a fost compusă de Jimmy Jam, Terry Lewis și Jackson, fiind inclusă cel de-al șaselea album discografic de studio al artistei, The Velvet Rope. „Together Again” a devenit un hit la nivel mondial, ocupând locul 1 în S.U.A. și locul 2 în Franța.

## Clasamente
| Clasament                            | Poziția maximă | Referință |
| ------------------------------------ | -------------- | --------- |
| Australian Singles Chart             | 4              | [ 2 ]     |
| Austrian Singles Chart               | 6              | [ 2 ]     |
| Belgium Singles Chart (Flandra)      | 2              | [ 2 ]     |
| Belgium Singles Chart (Valonia)      | 2              | [ 2 ]     |
| Finland Single Chart                 | 16             | [ 2 ]     |
| France Single Chart                  | 2              | [ 2 ]     |
| German Singles Chart                 | 2              | [ 4 ]     |
| Netherlands Single Chart             | 1              | [ 2 ]     |
| New Zealand Singles Chart            | 5              | [ 2 ]     |
| Sweden Singles Chart                 | 9              | [ 2 ]     |
| Swiss Singles Chart                  | 2              | [ 2 ]     |
| UK Singles Chart                     | 4              | [ 5 ]     |
| U.S. Billboard Hot 100               | 1              | [ 3 ]     |
| U.S. Billboard Hot R&B/Hip-Hop Spngs | 8              | [ 3 ]     |
| U.S. Billboard Hot Dance Club Play   | 1              | [ 3 ]     |